# BBÖ ET 21
Die BBÖ ET 21 waren elektrisch angetriebene Akkumulatortriebwagen der Österreichischen Bundesbahnen, welche im Jahr 1921 durch Umbau vorhandener Personen und Güterwagen entstanden und auch als Speichertriebwagen bezeichnet wurden.
Die ET 21 waren bis zum Umbau des 4746 049 (Cityjet Eco) 2019 die einzigen je in Österreich gebauten und eingesetzten Akkumulator-Triebwagen.

## Konstruktion
Schon 1919 begann die BBÖ mit der Entwicklung von Akkumulator-Triebwagen, die damals Speicher-Triebwagen genannt wurden.
Ziel war es, durch die Verwendung bereits existierender Personenwagen möglichst kosteneffizient einen Triebwagen zu schaffen. Der erste, 1921 gelieferte Triebwagenzug bestand aus je einem Motorwagen an der Spitze und am Ende des Zuges, die durch Umbau aus ehemaligen Wiener Dampfstadtbahnwagen in der Hauptwerkstätte St. Pölten entstanden, ferner aus zwei ebenfalls dort umgebauten Stadtbahnwagen mit der Reihenbezeichnung Cut und einem Akkumulator-Wagen in der Mitte. Die elektrische Ausrüstung stammte von der AEG-Union, während die Akkumulatoren von der Akkumulatoren-Fabriks AG in Wien gebaut wurden. Das auch Speicherwagen genannte Akkumulator-Fahrzeug war im Wesentlichen ein aus einem Kohlenwagen umgebauter Niederbordwagen, auf dem die Akkus untergebracht waren. Durch einen Gang in der Mitte ermöglichte er aber auch dem Personal den Übergang von einem Teil des Triebzuges zum anderen. Die insgesamt 20,1 Tonnen schweren Akkumulatore bestanden aus 280 Zellen und leistete bei fünfstündiger Entladung maximal 366 Ah. Die Motorwagen hatten je einen Führerstand und besaßen je zwei für Straßenbahnen konstruierte Tatzlager-Gleichstrommotore vom Typ U-158c, diese leisteten zusammen 140 kW.
Da die Probefahrten zwischen St. Pölten und Traismauer mit dem ersten umgebauten Zug positiv absolviert wurden, bestellte die BBÖ drei weitere, gegenüber dem Prototyp leicht modifizierte Triebzüge. Diese erhielten gegenüber der beim ersten Zug verwendeten Starkstrom-Steuerung nach Bauart der Wiener Stadtbahn (Versuchsbetrieb 1901) eine Schützensteuerung, welche anstatt eines Niedervolt-Steuerkreises direkt mit der vollen Betriebsspannung von 520 V arbeitete. Die Fahrzeuge besaßen ein elektrisches Signalhorn.
Die Motorwagen des ersten erhielten die Nummern ET 21.001–002, die weiteren ET 21.101–106, wobei entgegen den Vorschriften das „ET“ nicht an den Fahrzeugen angeschrieben wurde. Die Speicherwagen erhielten die Nummern 1090.001 und 1090.101–103 (andere Unterlagen sprechen von 1090.001, 101, 103 und 104).
Die BBÖ hatte auch Akkumulator-Triebwagen getestet, bei denen die Akkus unter den Fahrgastsitzen untergebracht waren.
Dies führte aber zu Geruchsbelästigung vor allem beim Laden der Akkus. Darüber hinaus erlaubte die Anordnung mit separatem Speicherwagen das Tauschen eines Wagens mit entladenen gegen einen solchen mit geladenen Akkus. Danach konnte der Triebzug wieder eingesetzt werden, während die entladenen Akkus des abgehängten Speicherwagens wieder geladen wurden.

## Einsatz
Die ersten beiden Triebzüge wurden in folgendem zweitägigen Umlaufplan eingesetzt:
1. Tag: Salzburg – Straßwalchen – Salzburg – Hallein – Salzburg – Golling – Salzburg (150 km)
2. Tag: Salzburg – Golling – Salzburg – Hallein – Salzburg (93 km)
Mitte der 1930er-Jahre endete der Betrieb der Akku-Triebzüge, die Wagen wurden wieder zu Personenwagen zurückgebaut.